# Chrysomesia barbicostata
Chrysomesia barbicostata är en fjärilsart som beskrevs av George Francis Hampson 1903. Chrysomesia barbicostata ingår i släktet Chrysomesia och familjen björnspinnare. Inga underarter finns listade i Catalogue of Life.